# Harold Hurrell
Harold Hurrell, né en 1940 à Barnsley (Yorkshire, Grande-Bretagne), est un artiste contemporain britannique, membre fondateur du groupe d'artistes conceptuels Art & Language. Il vit et travaille à Hull, en Angleterre.

## Biographie
Harold Hurrell étudie au Sheffield College of Art de 1961 à 1964 et à l'Institute of Education de Londres de 1964 à 1965.
Il enseigne au Hull College of Art à partir de 1967 et au Function Seminar de la Saint Martin's School of Art à Londres en 1967.
Harold Hurrell fonde le collectif Art & Language avec David Bainbridge, Terry Atkinson et Michael Baldwin en 1968. Membre jusqu'au milieu des années 1970, Hurrell participe en 1972 à documenta 5 à Cassel au projet « Index 01 » dans la section « Idea + Idea/Light », avec Terry Atkinson, David Bainbridge, Ian Burn, Michael Baldwin, Charles Harrison, Mel Ramsden et Joseph Kosuth,,. Avec Art & Language, il est également représenté à la Documenta 6 en 1977.